# Antiguraleus otagoensis
Antiguraleus otagoensis är en snäckart som beskrevs av Powell 1942. Antiguraleus otagoensis ingår i släktet Antiguraleus och familjen kägelsnäckor. Inga underarter finns listade i Catalogue of Life.